# Charlotte von Stein

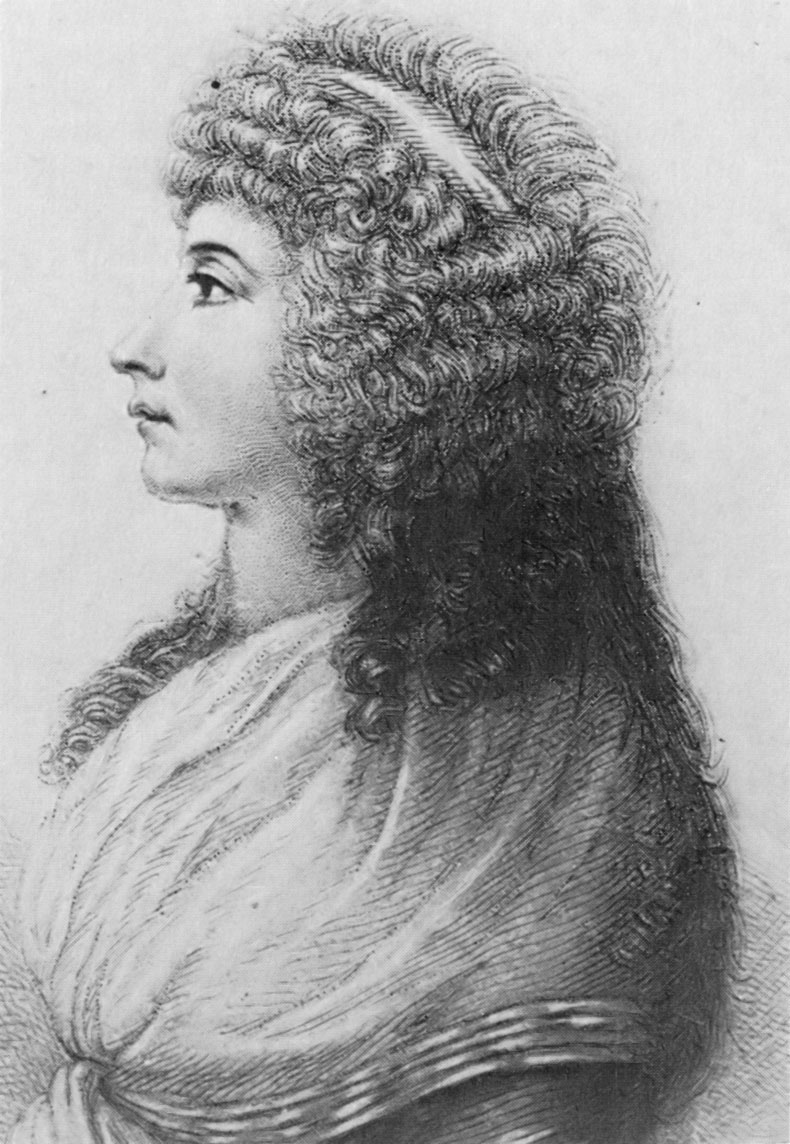
Charlotte von Stein

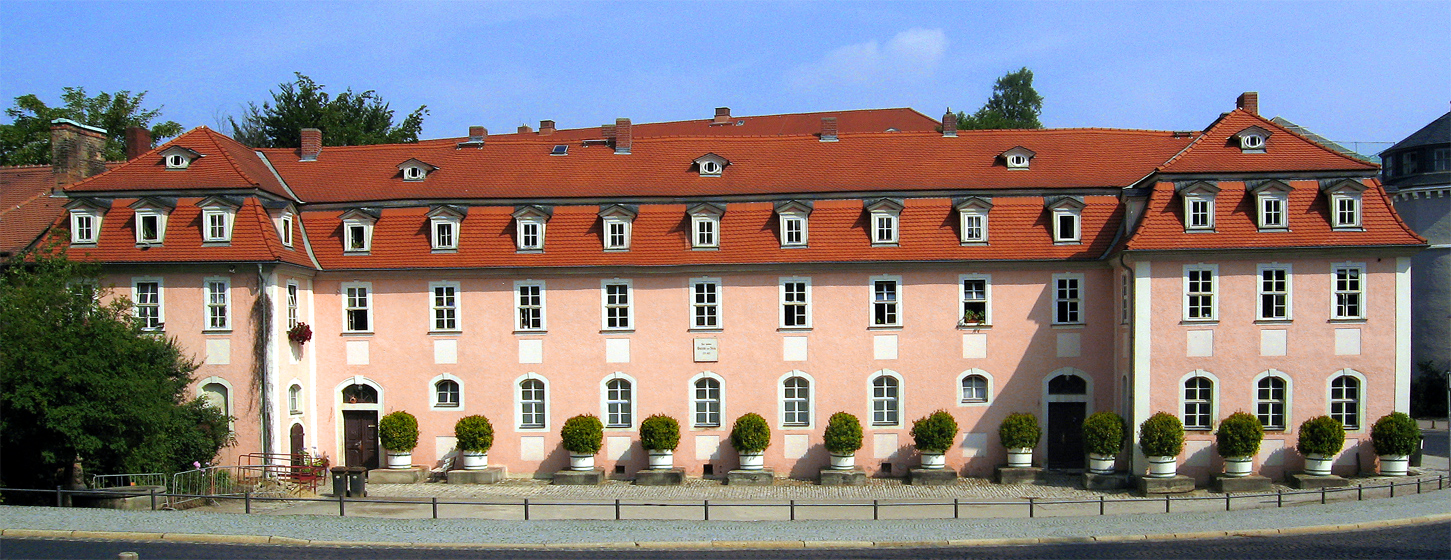
Dom Charlotty von Stein w Weimarze

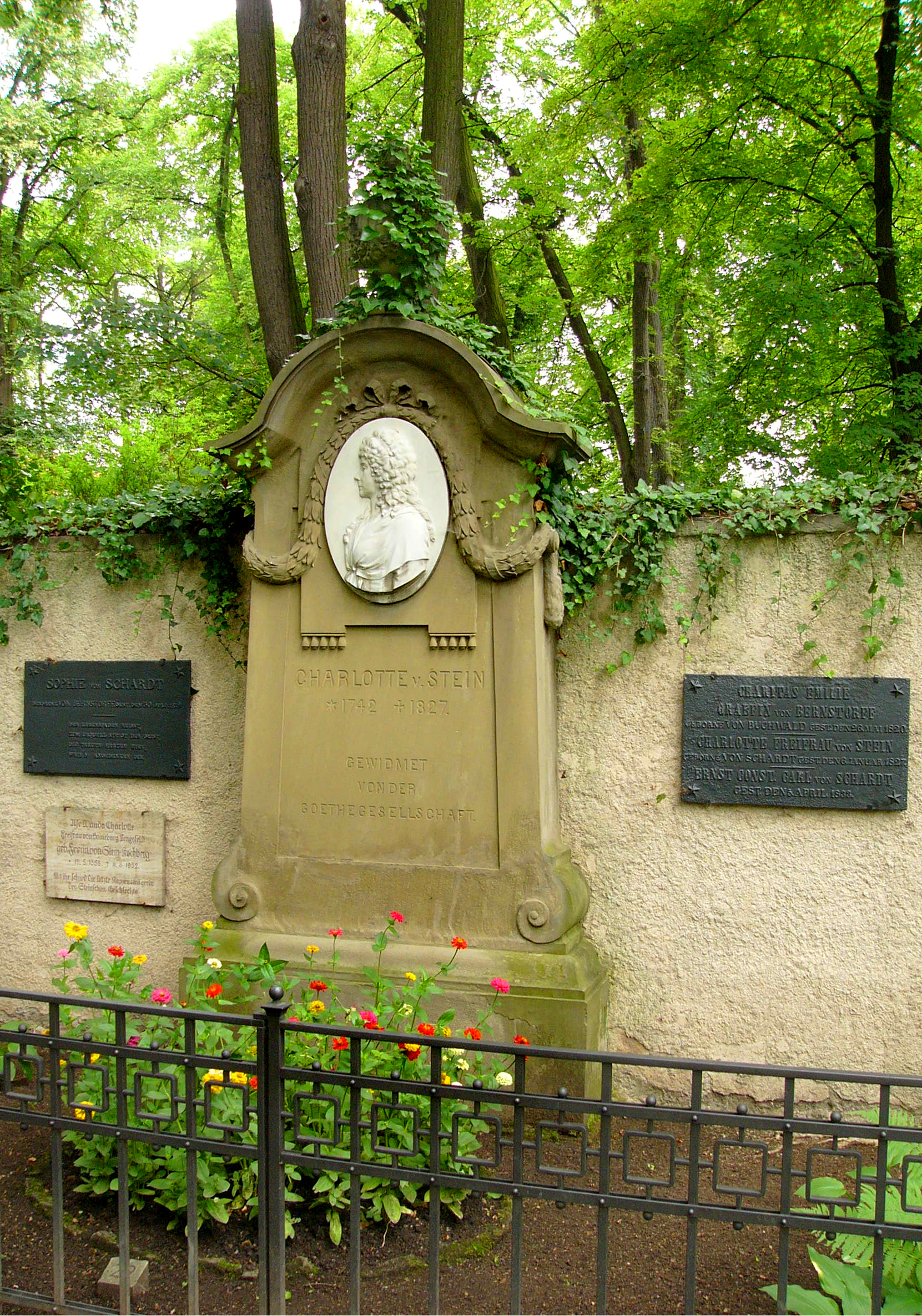
Grób Charlotte von Stein w Weimarze

Charlotte Albertine Ernestine von Stein (de domo von Schardt, ur. 25 grudnia 1742 w Eisenach, zm. 6 stycznia 1827 w Weimarze), była damą dworu księżnej Anny Amalii. Do jej bliskich przyjaciół należeli Johann Wolfgang von Goethe, Johann Gottfried Herder wraz z rodziną oraz Friedrich Schiller, co miało znaczący wpływ na ich twórczość i życie.
Charlotte von Stein weszła do niemieckiej historii literatury ze względu na jej znajomość z Goethem. Związek małżeński, już jako dama dworu, zawarła 8 maja 1764 z książęcym koniuszym Saksonii-Weimaru, Gottlobem Ernstem Josiasem Friedrichem von Steinem (ur. 1735, zm. 28 grudnia 1793). Będąc zagorzałą wielbicielką dzieł Goethego, poznała go w 1775 roku. Młodszy od niej o 7 lat poeta ubiegał się natarczywie o jej względy (o czym wiemy z około 1600 listów miłosnych), jednak Charlotte trzymała go na dystans, chociaż pod jej wpływem nabrał manier dworskich, a jego twórczość stała się bardziej dojrzała.
Po powrocie Goethego z rocznej podróży do Italii w 1788 r. Charlotte zerwała z nim, ponieważ związał się z modystką Christiane Vulpius, zresztą 22 lata od niej młodszą. Charlotte w swej sztuce Dido, wydanej dopiero po jej śmierci (Lipsk, 1867), zamieściła aluzje do jej stosunku wobec Goethego i innych osób z dworu książęcego. Dopiero po wielu latach utworzyły się między nimi stosunki przyjacielskie, które trwały aż do jej śmierci. Syn Goethego August często był do niej posyłany z wizytą, jak również celem pobierania nauk.
Z korespondencji pozostałej po Charlocie von Stein można sądzić, że była to silna osobowość odznaczająca się zarówno chłodną rozwagą i inteligencją, jak i głęboką wrażliwością.

## Literatura
Doris Maurer: Charlotte von Stein. Eine Biographie. (niem.) Frankfurt, wydawca: Insel Verlag, 1997.